# Anna Morandi Manzolini
Anna Morandi Manzolini (21. ledna 1714 Boloňa – 9. července 1774 Boloňa) byla anatomka a tvůrkyně voskových anatomických modelů. Vyučovala anatomii na Boloňské univerzitě.

## Život

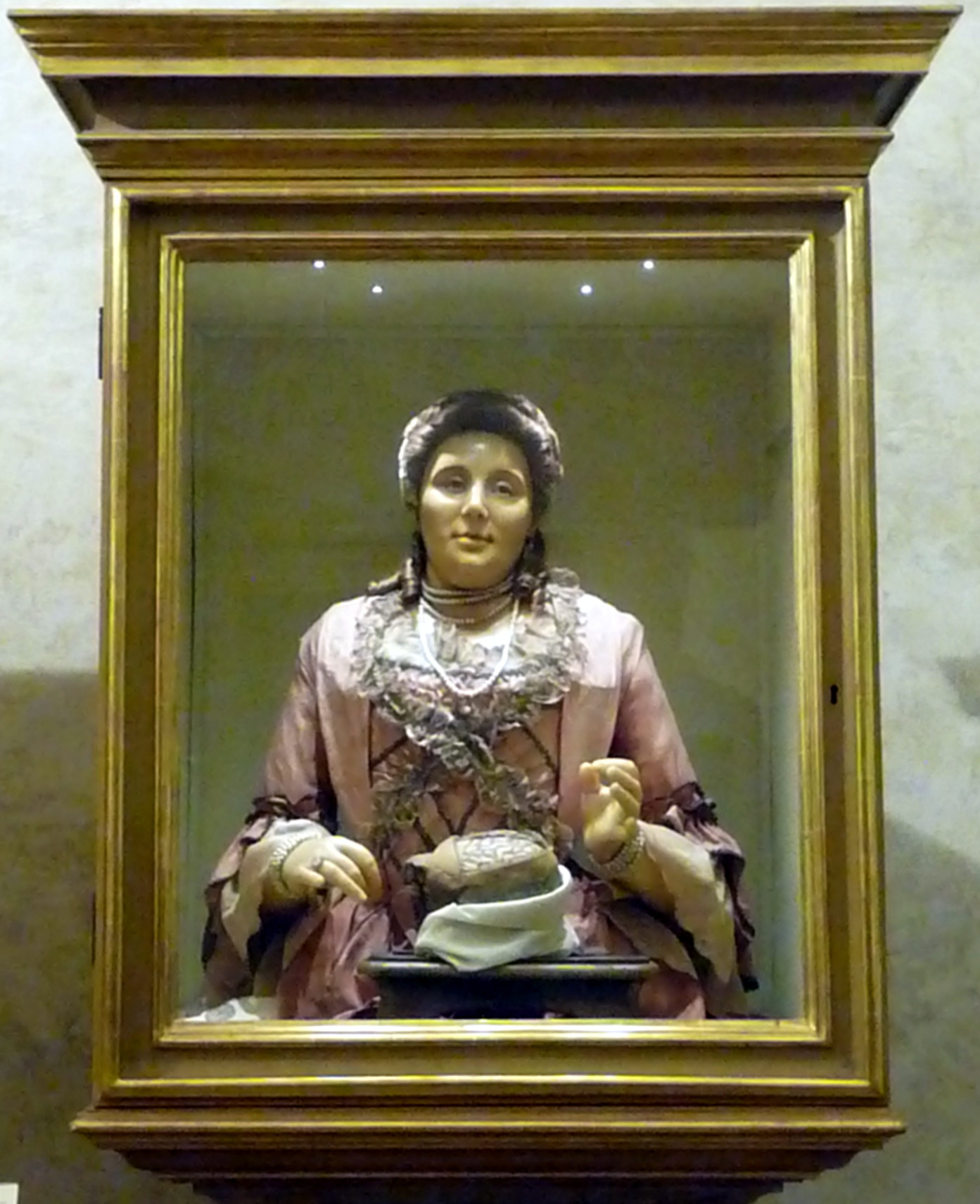
Autoportrét, Muzeum vědy a umění, Pallazzo Pogi, Boloň

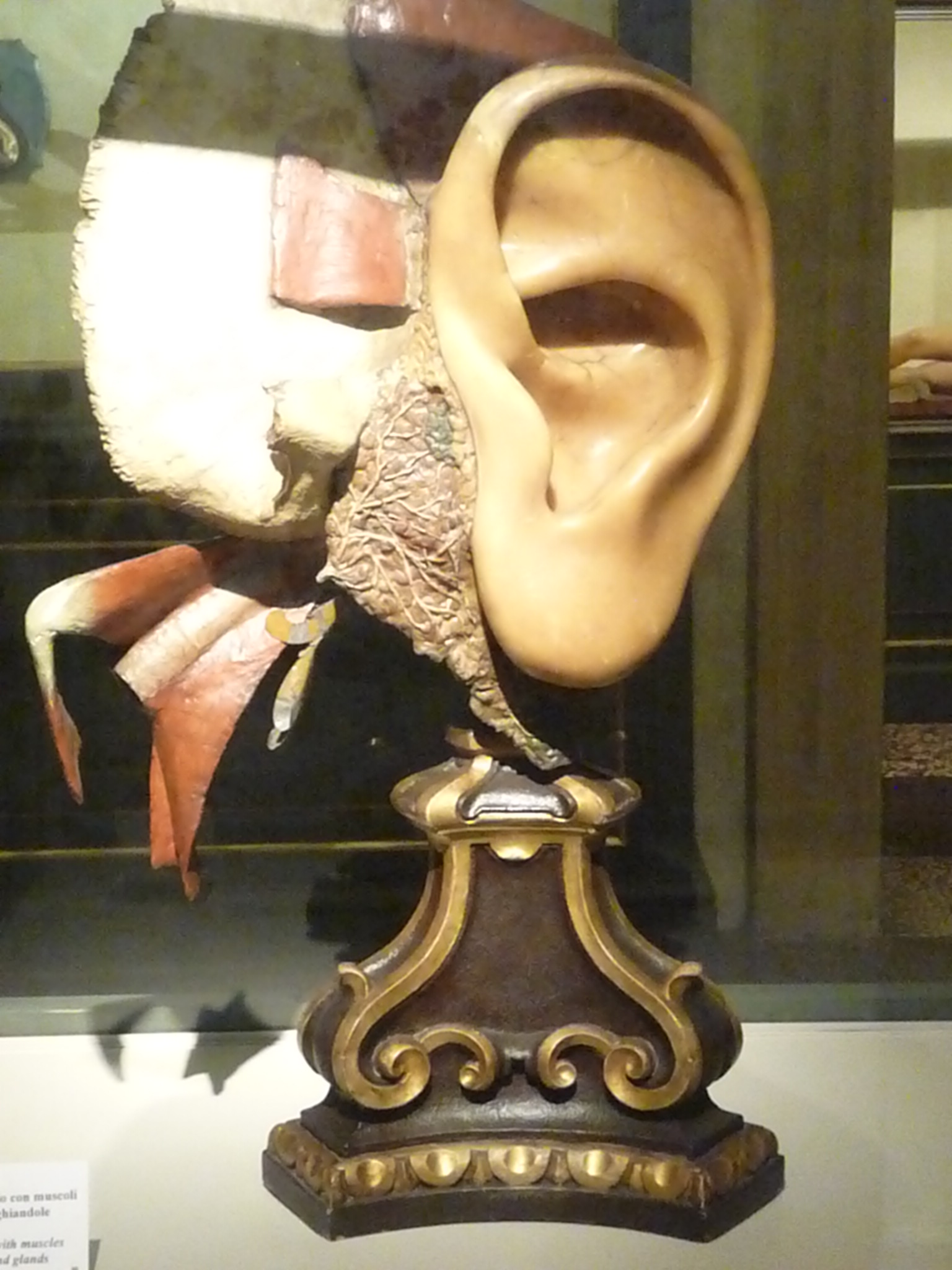
Voskový model ucha

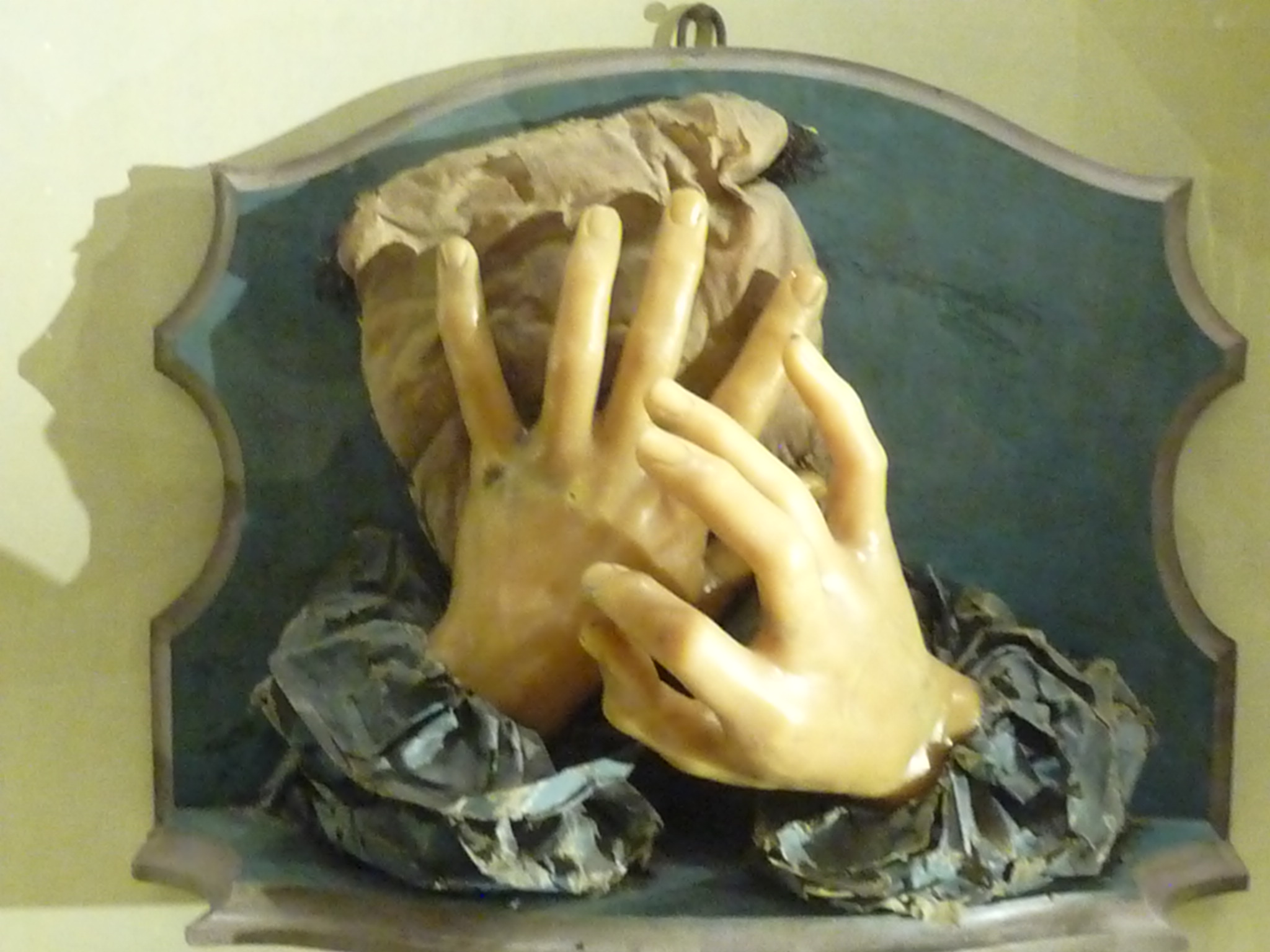
Voskový model rukou

Anna Morandi se narodila v roce 1714 v Boloni v Itálii. Byla vychována v tradiční rodině, kde bylo pro ženy obvyklé vdát se, mít děti a žít jako žena v domácnosti. V roce 1740 se provdala za Giovanniho Manzolini, který pracoval jako výrobce voskových modelů. Po pěti letech manželství byla matkou šesti dětí (čtyři zemřely před dovršením dospělosti). V roce 1745 se z manželů stali kolegové. Společně pracovali na anatomických voskových modelech ve spolupráci s Ercolem Lellim na papežské zakázce pro Boloňskou univerzitu. Po neshodě s Lellim si manželé vytvořili svou vlastní laboratoř doma. Zde prováděli pitvy a vytvářeli anatomické modely. Morandi se stala tváří jejich práce. Byla ženou, která bez problému manipulovala s mrtvými těly, aby je přetvářela do podoby voskových modelů. Tato práce nevyžadovala jen vědní znalosti anatomie, ale také imaginaci a schopnost vnést do modelů život. Do jejich laboratoře přijížděli zvědaví lokální i zahraniční návštěvníci, kteří si přáli vidět slavnou Paní anatomistku. Její sláva dosáhla za hranice až k ruské carevně Kateřině II., která Morandi dokonce nabídla místo u dvora (nabídku nepřijala). Domov manželů nesloužil pouze jako pitevna a studio pro výrobu modelů, ale také jako veřejná posluchárna. Morandi vyučovala stovky studentů anatomii s pomocí svých anatomických modelů a zápisků, které obsahovaly 250 ručně psaných stránek instrukcí, poznámek a popisů. Díky své rozsáhlé kolekci mohla vyučovat po celý rok bez obav z rozkladu pitvaných těl během horkého léta.
Morandi také získala chválu a ocenění od papeže Benedikta XIV. Papež neměl jen zájem o medicínu a anatomický výzkum. Věřil, že ceněné anatomické modely přinesou městu prestiž a zvýší jeho mezinárodní význam. V roce 1755, zemřel její manžel. Morandi poté začala vyučovat na Boloňské univerzitě. Rozhodla se zůstat v rodném městě, přestože měla i mnoho nabídek z dalších univerzit. V této době byly nezvykle podporovány ženy na akademické půdě a Morandi byla jednou z několika ženských profesorek. Stala se členkou akademie umění, která byla součástí vědního institutu. V roce 1760 jí byl udělen titul předsedkyně anatomického modelářství na Boloňské univerzitě.

### Práce
Morandi měla zvláště zájem o mechanismy smyslových prožitků. Snažila se pochopit a zachytit způsob jakým oči, uši a nos zachycují své smysly. V její práci o oku tento orgán kompletně dekonstruuje a systematicky rekonstruuje pomocí vosku na pěti samostatných panelech. Počínaje povrchem, ukazuje izolované oko na bezejmenné tváři dívající se šesti různými směry, a každý z panelů ukazuje novou vrstvu schovanou pod kůží. Tato pečlivá metoda dekonstrukce a rekonstrukce smyslových prožitků jí přivedla k objevu, že šikmý oční sval přiléhá k lakrimálnímu vaku stejně jako k maxilární kosti, což bylo v rozporu s tím, co v té době tvrdili jiní anatomičtí odborníci. Její pozorování byly správné, byl to triumf její pečlivé metodologie. Dalším jejím zájmem byl mužský reprodukční systém, kterému věnovala 45 stran svých poznámek. V té době to bylo neobvyklé, protože většina anatomů se více zajímala o ženskou anatomii. V knize Secrets of Women: Gender Generation, and the Origins of Human Dissection, spisovatelka Katrine Park poukazuje, jak se ženská děloha těšila zvláštnímu zájmu anatomů, pro které byla „privilegovaným objektem pitev, anatomických zobrazení a textů. Děloha měla zvláštní symbolickou hodnotu jako orgán, který mohl být skutečně odhalen pouze při pitvou. Ale zatímco většina anatomů, dominantně zastoupených muži, se věnovala zvláště reprodukčnímu systému žen a záhadám vzniku života, Morandi se soustředila na mužskou reprodukci. Její voskové modely mužského reprodukčním systému se ovšem ztratily. Jak asi není překvapivé, objevily se i hlasy proti tomu, aby žena beze studu nahlížela do mystérií života, které byly do té doby vyhrazeny pouze mužům. Konkrétně anatom Petronio Ignazio Zecchini, věřil že Morandi a další ženy jí podobné se vetřely do jeho profese, a proto se snažil podkopat jejich autoritu. Ve své knize tvrdil, že ženy řídí jejich děloha a mužský intelekt, nikoli jejich mozek. Také ženám říkal, aby se vědomě odevzdaly mužům, kteří svým vedením dokáží držet na uzdě jejich nestabilitu a žádostivost.
Navzdory mezinárodnímu uznání a proslulosti v Boloni, Morandi nebyla osvobozena od zacházení, které se tehdy ženám dostávalo. Jako ostatní ženy ve vědě, vydělávala podstatně méně peněz za stejnou práci, než její mužští kolegové. Ti ji také často vnímali více jako umělkyni než vědkyni. V tomto pohledu je upevňoval i zájem sběratelů o její modely jako o umělecká díla. Ačkoli nadále prodávala své voskové modely a dostávala malé stipendium od městského senátu, nebyla schopná dosáhnout finanční nezávislosti. Bez podpory manžela měla potíže s nedostatkem financí dokonce do té míry, že musela dát nejstaršího syna do sirotčince.

### Vymazána z historie
Navzdory její publicitě byla historií zapomenuta. Dobový spisovatel Francesco Maria Zannotti Morandi popisuje v termínech, které podtrhují její ženskost. Další dobový spisovatel Luigi Crespi vysvěluje její vědecké dovednosti, jako výsledek její oddanosti k manželovi a popisuje ji jako „chytrou a zbožnou“ ženu. Historička Rebecca Messbarger tvrdí, že se tyto dobové popisy Anny Morandi, jakožto ženy-asistentky a oddané manželky, podepsaly na její pozici v historii, kterou byla buď zapomenuta nebo byla popisována jen jako pravá ruka svého manžela. Messbarger, která napsala o Anně Morandi knihu The Lady Anatomist, zjistila z dopisů a výzkumu jejích pracovních poznámek, že nebyla pouhou asistentkou. Naopak její výzkum a vědecké práce, ve kterých pokračovala po jeho smrti po roce 1755, ukazují, že svou vědeckou znalostí a zručností ve výrobě anatomických modelů svého manžela předčila. Dokazuje to nejlepší shrnutí její práce – její autoportrét. Na rozdíl od běžného zobrazování žen v 18. století, ať už jako svůdné Venuše nebo zahanbeně vyhlížející Evy, její autoportrét vypadá přímě a vyrovnaně. Na sobě má ženské aristokratické šaty zatímco drží skalpel nad lidským mozkem – manifestací mužského intelektu. Kromě vlastní podobizny zvěčnila ve vosku i svého manžela, který má více ženský postoj a v ruce drží skalpel nad lidským srdcem. Podle Messbarger není žádných pochyb o tom, že námět ženy pitvající mozek jako autoportrét byla jasná provokace. Morandi se vymykala stereotypům pohlaví, které asociovaly ženy se sentimentem a muže s inteligencí. Ukázala, že měla obojí – zručnost i chytrost.
Anna Morandi Manzolini zemřela 6. července 1774 v Boloni.